# 1683 a tudományban
Az 1683. év a tudományban és a technikában.

## Születések
- február 28. – René Antoine Ferchault de Réaumur francia természettudós. Működésének legismertebb eredménye a róla elnevezett termométer-beosztás († 1757)

## Halálozások
- október – Johann Joachim Becher német alkimista, fizikus, feltaláló, az égés folyamatát magyarázni próbáló flogisztonelmélet alapjának kidolgozója (* 1635)